# تیم ملی بسکتبال مردان گرنادا
تیم ملی بسکتبال گرنادا نماینده گرنادا در مسابقات بین‌المللی است.